# رودريغو أفيلا
رودريغو أفيلا (بالإسبانية: Rodrigo Ávila)‏ هو سياسي سلفادوري، ولد في 25 يونيو 1964 في سان سلفادور في السلفادور. حزبياً، نشط في Nationalist Republican Alliance ‏.